# لازیر (کلرادو)
لازیر (به انگلیسی: Lazear) یک منطقهٔ مسکونی در ایالات متحده آمریکا است که در شهرستان دلتا، کلرادو واقع شده‌است. لازیر ۱٬۶۵۹ متر بالاتر از سطح دریا واقع شده‌است.